# Kráľova Lehota
Kráľova Lehota é um município da Eslováquia, situado no distrito de Liptovský Mikuláš, na região de Žilina. Tem 19,61 km² de área e sua população em 2018 foi estimada em 604 habitantes.

## Demografia
| Ano:        | 1994 | 2004    | 2014   | 2024   |
| ----------- | ---- | ------- | ------ | ------ |
| Broj ljudi: | 725  | 634     | 593    | 602    |
| Razlika:    |      | -12,55% | -6,46% | +1,51% |

| Ano:               | 2023 | 2024   |
| ------------------ | ---- | ------ |
| Número de pessoas: | 601  | 602    |
| Diferença:         |      | +0,16% |